# العلاقات الإسبانية البولندية
العلاقات الإسبانية البولندية هي العلاقات الثنائية التي تجمع بين إسبانيا وبولندا.

## مقارنة بين البلدين
هذه مقارنة عامة ومرجعية للدولتين:
| وجه المقارنة                                              | إسبانيا                                                                             | بولندا                                                                             |
| --------------------------------------------------------- | ----------------------------------------------------------------------------------- | ---------------------------------------------------------------------------------- |
| المساحة (كم2)                                             | 505.99 ألف                                                                          | 312.68 ألف                                                                         |
| عدد السكان (نسمة)                                         | 46.73 مليون                                                                         | 38.43 مليون                                                                        |
| الكثافة السكانية (ن./كم²)                                 | 92.35                                                                               | 122.91                                                                             |
| العاصمة                                                   | مدريد                                                                               | وارسو                                                                              |
| اللغة الرسمية                                             | اللغة الإسبانية، اللغة الغاليسية، لغة بشكنشية، اللغة الكتالونية، اللغة الأوكسيتانية | اللغة البولندية                                                                    |
| العملة                                                    | يورو، بيزيتا إسبانية                                                                | زلوتي بولندي                                                                       |
| الناتج المحلي الإجمالي (بليون دولار)                      | 1.31 تريليون                                                                        | 524.51 مليار                                                                       |
| الناتج المحلي الإجمالي (تعادل القوة الشرائية) بليون دولار | 1.77 تريليون                                                                        | 1.02 تريليون                                                                       |
| الناتج المحلي الإجمالي الاسمي للفرد دولار أمريكي          | 28.16 ألف                                                                           | 12.55 ألف                                                                          |
| الناتج المحلي الإجمالي للفرد دولار أمريكي                 | 38.00 ألف                                                                           | 26.14 ألف                                                                          |
| مؤشر التنمية البشرية                                      | 0.876                                                                               | 0.843                                                                              |
| رمز المكالمات الدولي                                      | +34                                                                                 | +48                                                                                |
| رمز الإنترنت                                              | .es                                                                                 | .pl                                                                                |
| المنطقة الزمنية                                           | ت ع م+01:00، ت ع م+02:00                                                            | توقيت وسط أوروبا، ت ع م+01:00، ت ع م+02:00، أوروبا/وارسو ‏، توقيت وسط أوروبا الصيفي |

## مدن متوأمة
في ما يلي قائمة باتفاقيات التوأمة بين مدن إسبانية وبولندية:
- ترتبط ألتيا مع خوينا باتفاقية توأمة.
- ترتبط بوزويلو دي الاركون مع بوزنان باتفاقية توأمة منذ 1990.
- ترتبط مدريد مع وارسو باتفاقية توأمة منذ 19 يناير 1982.[14][14][14][14]
- ترتبط برشلونة مع غدانسك باتفاقية توأمة منذ 1984.
- ترتبط سانتا سوزانا مع كونين باتفاقية توأمة.
- ترتبط طرويل مع لوبلينيتس [الإنجليزية]‏ باتفاقية توأمة.
- ترتبط طلبيرة مع رادوم باتفاقية توأمة منذ 25 أكتوبر 1986.
- ترتبط غرناطة مع لوبلين باتفاقية توأمة منذ 1991.
- ترتبط وادي آش مع بياسيتشنو باتفاقية توأمة.
- ترتبط بنبلونة مع تورون باتفاقية توأمة منذ 1992.
- ترتبط ألكالا دي إيناريس مع لوبلين باتفاقية توأمة منذ 1985.[15][15][15][15]
- ترتبط إشبيلية مع كراكوف باتفاقية توأمة.
- ترتبط مرسية مع وودج باتفاقية توأمة.
- ترتبط كالبي مع أولشتين باتفاقية توأمة منذ 1 مارس 1989.[16]

## منظمات دولية مشتركة
يشترك البلدان في عضوية مجموعة من المنظمات الدولية، منها:
| علم المنظمة | اسم المنظمة                             | تاريخ انضمام إسبانيا | تاريخ انضمام بولندا |
| ----------- | --------------------------------------- | -------------------- | ------------------- |
|             | وكالة الفضاء الأوروبية                  | ?                    | 19 يناير 2012       |
|             | الاتحاد الأوروبي                        | 1986                 | 1 مايو 2004         |
|             | وكالة ضمان الاستثمار متعدد الأطراف      | 29 أبريل 1988        | 29 يونيو 1990       |
|             | منظمة التعاون الاقتصادي والتنمية        | ?                    | 22 نوفمبر 1996      |
|             | الأمم المتحدة                           | 14 ديسمبر 1955       | 24 أكتوبر 1945      |
|             | الوكالة الدولية للطاقة                  | ?                    | 25 سبتمبر 2008      |
|             | الفريق المعني برصد الأرض                | ?                    | ?                   |
|             | مركز تنسيق الحركة في أوروبا ‏            | ?                    | ?                   |
|             | منظمة حظر الأسلحة الكيميائية            | ?                    | ?                   |
|             | منظمة التجارة العالمية                  | ?                    | 1 يوليو 1995        |
|             | منظمة الشرطة الجنائية الدولية           | ?                    | ?                   |
|             | منظمة الأمن والتعاون في أوروبا          | 25 يونيو 1973        | 25 يونيو 1973       |
|             | مؤسسة التنمية الدولية                   | 18 أكتوبر 1960       | 28 أكتوبر 1960      |
|             | حلف شمال الأطلسي                        | 30 مايو 1982         | 12 مارس 1999        |
|             | يونسكو                                  | 30 يناير 1953        | 6 نوفمبر 1946       |
|             | نظام تحكم تكنولوجيا القذائف             | 1990                 | 1998                |
|             | مجلس أوروبا                             | ?                    | 26 نوفمبر 1991      |
|             | الاتحاد البريدي العالمي                 | ?                    | 1 مايو 1919         |
|             | البنك الدولي للإنشاء والتعمير           | 15 سبتمبر 1958       | 27 يونيو 1986       |
|             | اتفاقية السماوات المفتوحة               | ?                    | ?                   |
|             | المنظمة الهيدروغرافية الدولية           | ?                    | ?                   |
|             | الاتحاد الدولي للاتصالات                | 1866                 | 1921                |
|             | مؤسسة التمويل الدولية                   | 24 مارس 1960         | 29 ديسمبر 1987      |
|             | المنظمة الأوروبية لسلامة الملاحة الجوية | 1997                 | 2004                |
|             | مجموعة أستراليا                         | 1985                 | 1994                |
|             | مجموعة الموردين النوويين                | ?                    | ?                   |

## أعلام
هذه قائمة لبعض الشخصيات التي تربطها علاقات بالبلدين:
- إنفانتا ماريا تيريزا رافائيلا من إسبانيا (دوفينة فرنسا، 11 يونيو 1726 – 22 يوليو 1746)
- بيدرو الثاني ملك أراغون (1174[27][28][29] – 12 سبتمبر 1213)
- سانشا من قشتالة، ملكة أراغون (21 سبتمبر 1154 – 9 نوفمبر 1208)
- كارلوس الرابع (11 نوفمبر 1748 – 20 يناير 1819)
- كونستانس من أراغون (1179 – 23 يونيو 1222)
- لاديسلاو كوبالا (لاعب كرة قدم مجري، 10 يونيو 1927[30] – 17 مايو 2002[30])
- ماريا لويزا من إسبانيا (سياسية إسبانية، 24 نوفمبر 1745[31] – 15 مايو 1792[31])

## وصلات خارجية
- موقع وزارة الخارجية الإسبانية
- موقع وزارة الخارجية البولندية